# آرچلیک
آرچلیک (به ترکی استانبولی: Arçelik) شرکت لوازم خانگی الکترونیکی ترکیه‌ای است، که در زمینه تولید و توزیع نمایشگر، سینمای خانگی و تلویزیون، دیسک بلو-ری، دیسک‌گردان نوری، ماشین لباس‌شویی، ماشین ظرفشویی، یخچال، فریزر، جاروبرقی، کولر و لپ‌تاپ فعالیت می‌کند.
شرکت آرچلیک در سال ۱۹۵۵ توسط وهبی کوچ تأسیس شد و در حال حاضر دارای ۱۰ کارخانه تولیدی و شبکه‌ای از ۴٬۵۰۰ شعبه توزیع و فروش محصولات الکترونیکی می‌باشد، که لوازم خانگی خود را به ۱۰۰ کشور از جمله ایالات متحده آمریکا، چین و اروپا عرضه می‌نماید. شرکت آرچلیک چهارمین شرکت بزرگ لوازم خانگی در اروپا محسوب می‌شود.
دفتر مرکزی این شرکت در شهر استانبول، ترکیه قرار دارد و بخشی از سهام آن در بازار بورس استانبول معامله می‌شود. شرکت آرچلیک مالک برندهای؛ گروندیگ، بکو، بلومبرگ، دفای و آرکتیک می‌باشد. شرکت کوچ هولدینگ مالک اکثریت سهام آرچلیک است.